# Pomeroy (Washington)
Pomeroy je grad u američkoj saveznoj državi Washington. Prema popisu stanovništva iz 2010. u njemu je živjelo 1.425 stanovnika.